# Borlezza
Le Borlezza est un cours d'eau italien d'une longueur de 17 km qui coule dans la région de la Lombardie. Il est un affluent de l'Oglio dans le bassin du Pô, et conflue au nord du lac d'Iseo.